# Ідолопоклонство

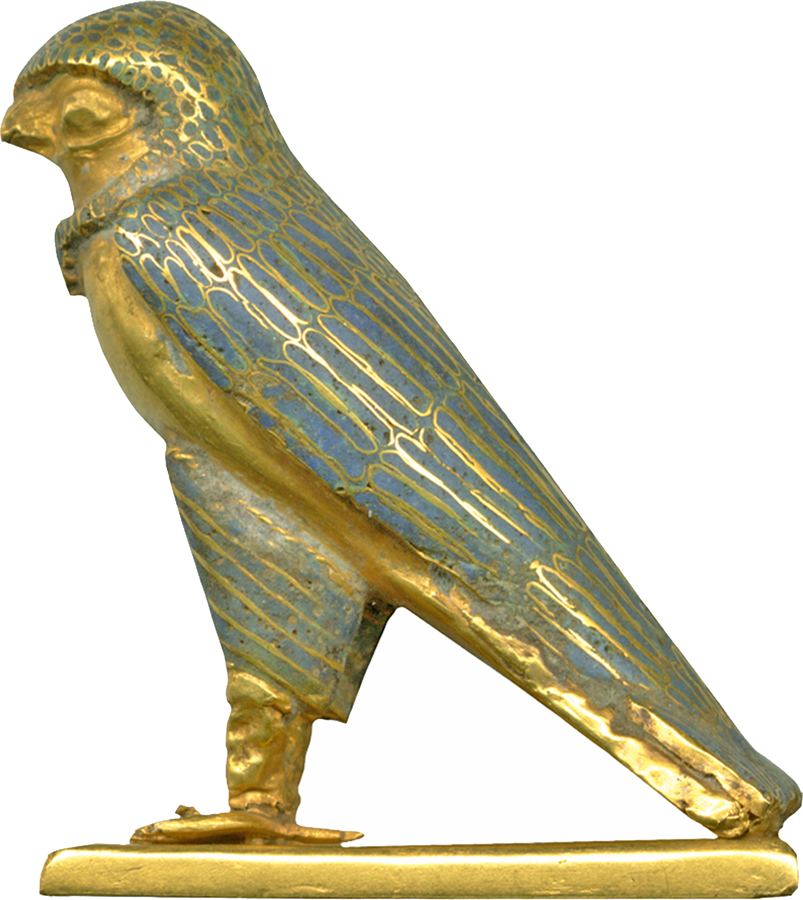
Єгипетський ідол бога Гора у формі сокола

Ідолопокло́нство (идолопокло́нство, ідолові́рство, ідолопокло́нництво) — поклоніння ідолу або фізичному об'єкту як втіленню божества. В авраамічних релігіях ідолопоклонством називається також поклоніння всьому іншому, крім Бога. В переносному значенні ідолопоклонство — надмірне захоплення об'єктом, особою, ідеєю.

## Суть ідолопоклонства
Тома Аквінський розглядав ідолопоклонство як різновид марновірства, що полягає в наданні божественної честі речам, які не є Богом, або неправильному вшануванні Бога. Водночас він писав, що потяг до використання чуттєвих образів є потребою для людини. Саме тому Бог-Син набув людської природи, промовляв притчами та порівняннями. На думку Томи, ідолопоклонство є наслідком прагнення людини вступити в контакт з об'єктом поклоніння; важливо проте не плутати Бога і його творіння. Саме так вчиняли язичники, вшановуючи природу замість її Творця, та євреї, коли поклонялися зображенням Бога чи своїм вождям, як Його втіленням, що вимагали почестей.
Християнські богослови — послідовники святого Павла, розширили поняття ідолопоклонництва, включивши до нього надання невиправданого значення іншим аспектам релігії, або нерелігійним аспектам життя в цілому, без участі зображень конкретно. Наприклад, Катехизм Католицької Церкви говорить: «Ідолопоклонство з'являється завжди, коли людина вшановує і прославляє творіння замість Бога, чи то йдеться про богів, демонів, чи про владу, задоволення, раси, предків, державу, гроші тощо».
Французький філософ Жан-Люк Маріон пропонував розрізняти ідолопоклонство та спілкування з божеством. Ідолопоклонство створює наочний образ божества, який це божество підміняє. Надприродна суть божества внаслідок цього ігнорується, вона зводиться до приземлених, узятих з повсякденного досвіду уявлень про ієрархію. Тому ідолам надаються почесті, як-от поклони, «годування», принесення їм дарів. Це якісно відрізняє ідолів від ікон — іконою можна вважати зображення божества, що вказує на його віддаленість і надприродність. Таким чином головна відмінність ідола від ікони полягає в дистанції між людиною і тим, що вона вважає за божество. Більша дистанція сприяє усвідомленню божества як вищої істоти, що сприяє спілкуванню між ним і людиною, тоді як при ідолопоклонництві увага людини звернена на ідол, а не ту силу, котру він зображає.
Віровчення християнських конфесій, де використовуються ікони, наголошує, що до ікон безглуздо звертатися з якими-небудь проханнями чи доглядати їх задля отримання певної божественної винагороди; натомість вірянам слід звертатися безпосередньо до Бога.
У деяких ультраконсервативних ісламських спільнотах з законами шаріату, ідолопоклонникам може загрожувати смертна кара.

## Цитати з Біблії
- «Поган божища — срібло й золото, діло рук людських: уста мають — і не говорять, очі мають — і не бачать, вуха мають — і не чують; навіть і подиху нема в їхньому роті. Ті, що їх виробляють, хай самі, як вони, стануть, усі, що на них покладаються.» (Пс. 134:15-18).
- «Бо Господь великий і вельми достойний слави, страшний над усіма богами. Бо всі боги поган — кумири, Господь же створив небо.» (Пс. 95:5-7).
- «Не робитимеш собі ніякого тесаного кумира, ані подобини того, що вгорі, на небі, ні того, що внизу, на землі, ні того, що попід землею, в водах. Не падатимеш перед ними ниць і не служитимеш їм, бо я Господь, Бог твій, Бог ревнивий, що караю беззаконня батьків на дітях до третього й четвертого покоління тих, хто ненавидять мене.» (2 М. 20:4-5).
- «Ті, що вчиняють ідолів, усі нікчемні, і найпожадливіші їхні не приносять жодної користі, і вони самі собі свідки в цьому. Вони не бачать і не розуміють, і тому будуть посоромлені. Хто утворив бога і вилив ідола, що не приносить найменшої користі? Усі, хто бере участь у цьому, будуть осоромлені: бо ті ж таки художники самі з людей; нехай вони – всі – зберуться і зупиняться; вони злякаються і всі будуть осоромлені.» (GYZ, Книга пророка Ісаї 44:9-11)